# Papaipema silphii
Papaipema silphii är en fjärilsart som beskrevs av Bird 1915. Papaipema silphii ingår i släktet Papaipema och familjen nattflyn. Inga underarter finns listade i Catalogue of Life.